# لويس ويلكينسون
كان لويس اومفريفيل ويلكينسون (17 ديسمبر 1881 – 12 سبتمبر 1966) كاتبًا ومحاضرًا وكاتب سير ذاتية بريطاني عادة ما كتب تحت الاسم المستعار لويس مارلو. خلال مسيرته الطويلة، أقام ويلكينسون صلات مع عدد من الشخصيات الأدبية البارزة في عصره، وبشكل خاص الأخوة بويز جون كوبر وثيودور («تي إف») وليويلين. وأقام أيضًا صداقات مقربة مع فرانك هاريس وسومرست ماوغام والساحر والمؤمن بالقوى الخارقة سيء السمعة أليستر كرولي.
كلتميذ في كلية رادلي، بدأ ويلكينسون مراسلات نشطة مع أوسكار وايلد، الذي كان يعيش في تلك الآونة في المنفى في فرنسا. بعد فترة قصيرة في كلية بيمبروك، أوكسفورد، التي طرد منها بسبب تجديفه، انضم ويلكينسون إلى كلية القديس يوحنا، كامبردج، حيث بنى سمعة شخصية وأدبية قويتين، وعرف بلقب «رئيس الملائكة». في عام 1905، في حين كان ما يزال في كامبردج، كتب ويلكينسون روايته الأولى ونشرها. بدأ بعد تخرج مسيرة مهنية كمحاضر في الأدب الإنجليزي، بشكل رئيسي في الولايات المتحدة، حيث أمضى معظم السنوات ال 15 اللاحقة وأصبح جزءًا من المشهد الأدبي الأمريكي النشط. بدأ ويلكينسون بالكتابة بشكل جدي في عام 1915، وخلال السنوات الأربعين التالية أنتج مجموعة كبيرة من الروايات والسير الذاتية. في العشرينيات من القرن العشرين، بدأ باستخدام اسم مارلو المستعار، الذي حافظ عليه في أعماله المنشورة لبقية حياته الإبداعية. غالبًا ما كان تلقي النقاد لكتبه إيجابيًا، على الرغم من أن أثرها الإجمالي كان متواضعًا ولم يثر سوى القليل من الاهتمام الأكاديمي.
بعد الحرب العالمية الثانية، أثار ويلكينسون بعض المشاعر، فخلال حرق جثة كرولي في شهر ديسمبر من عام 1947، تماشيًا مع رغبة المتوفى، ألقى ويلكينسون القصيدة الوثنية للأخير التي كانت بعنوان «ترتيلة المقلاة» ونصوص مسيئة أخرى، على الرغم من أنه لم يكن نفسه متدينًا. إضافة إلى رواياته، كتب ويلكينسون العديد من السير الذاتية، وساعد في تحرير مراسلات الأخوة بويز. بعد كتابة مذكراته، سبعة أصدقاء، التي نشرت في العام 1953، دخل في فترة غموض نسبي، ولم ينتج سوى القليل من الأعمال الإضافية التي نشرت قبل وفاته في عام 1966. تزوج ويلكينسون أربع مرات، وترمل مرتين وطلق مرتين.

## حياته

### نشأته وتعليمه وأوسكار وايلد
ولد ويلكينسون في 17 من شهر ديسمبر من عام 1881، في بلدة سوفولك في ألديبيرغ، وكان الابن الوحيد للقس، وولتر جورج ويلكينسون الموقر وزوجته تشارلوت إليزابيث. في وقت ولادة ابنه، كان ويلكينسون الأب يدير مدرسة ألديبيرغ لودج التحضيرية، حيث نال لويس تعليمه الابتدائي. في سن الرابعة عشر، حصل على منحة إلى كلية رادلي، أحد أبرز المدارس العامة في إنجلترا.
في رادلي، سُحر ويلكينسون بقضية أوسكار وايلد، الذي أدين بعد محاكمتين في شهر مايو من عام 1895 بالإدلاء بشهادة زور وبالسجن لسنتين. بعد إطلاق سراحه في مايو من عام 1897 ذهب وايلد إلى فرنسا، وبحلول شهر مارس من عام 1898 كان يعيش في باريس، في فندق الألزاس. اكتشف ويلكينسون هذا العنوان وفي ديسمبر من عام 1898 كتب إلى المنفي في ما يبدو طلبًا لإذنه بتأليف نسخة درامية من صورة دوريان غراي. كان رد وايلد دافئًا، وعلى مدار ال 18 شهرًا التي تلت ذلك تبادل الاثنان عددًا من الرسائل الرقيقة المحبة. في 28 من شهر نوفمبر من عام 1899 طلب وايلد صورة فوتوغرافية من ويلكينسون، وفي 4 يناير أعلم ويلكينسون أن «الشيء الوحيد اللطيف فعلًا في الفندق بأكمله هو صورتك»، ووقع الرسالة «صديقك أبدًا، أوسكار». فشلت محاولة عقد لقاء في يوليو من عام 1900، عام وفاة وايلد. كتب وايلد إلى ويلكينسون رسالة قصيرة في 15 يوليو: «أيها الصبي العزيز، تعال لرؤيتي الأسبوع القادم، بوسعي أن أؤمّن لك غرفة في فندقي. لن أكتب لك بعد الآن: أريد أن أراك. لقد انتظرت بما فيه الكفاية»، إلا أنه كتب بعد بضعة أيام في رسالة بالفرنسية بأنه مريض جدًا وطلب من ويلكينسون ألا يأتي في ذلك الأسبوع وأنه سيراسله في وقت لاحق: «أنا مريض جدًا، لا تأت هذا الأسبوع. سأكتب لك».
لم يلتق وايلد وويلكينسون مطلقًا. تشير ليندساي سميث، في كتابها أوسكار وايلد وثقافات الطفولة (بريستو 2017)، إلى أن ويلكينسون كان وكيلًا عن ابن وايلد سيريل، الذي كان القانون لا يتيح لوايلد أن يتواصل معه. بعد وفاة وايلد في 30 من شهر نوفمبر من عام 1900، أرسل ويلكينسون إكليل ورد. أضاف صديق وايلد روبيرت روس اسم ويلكينسون إلى قائمة حضّرها «عن أولئك الذين أظهروا طيبة تجاه [أوسكار] خلال وفاته أو بعدها». تركت هذه العلاقة مع وايلد أثرًا عميقًا لدى ويلكينسون، ودفعته إلى أن يصبح من أشد المناضلين ضد القوانين القمعية في إنجلترا ضد المثلية الجنسية.

### أوكسفورد وكامبردج
عند تركه المدرسة في عام 1899، قبل ويلكينسون في كلية بيمبروك، أوكسفورد، لدراسة الكلاسيكيات. ومع عدم رضاه عن التدين العلني للكلية، رفض هو ومجموعة أصدقاء المسيحية وأعلنوا إلحادهم. زادت آراء ويلكينسون المناهضة للإمبريالية ومعارضته لحرب البوير من كره السلطات له، وزاد من ذلك أيضًا تمجيده الدائم لوايلد، الذي كانت تزين غرفه صورة فوتوغرافية كبيرة له. واشتبه به وبأصدقائه بالإساءة للقداس الإلهي ولسر الاعتراف، وبعد أربعة فصول، طرد عميد الكلية، جون ميتشينسون، وهو قس سابق في باربادوس، ويلكينسون وأصدقاءه من الكلية بسبب انعدام أخلاقهم وتجديفهم المفترضين.
بعد أن شن الصحافي وعضو البرلمان الليبرالي السابق هنري لابوتشير حملة في صحيفته الحقيقة ضد ما سماه «غرفة نجم الجامعة»، قبل ويلكينسون في عام 1902 في كلية القديس يوحنا، كامبردج. كان مكوثه في كامبردج أكثر سعادة وأكثر نتاجًا، فبعد تجاربه في أوكسفورد، عمل على تجنب الارتباط علنًا بأي شيء قد يعتبر فضيحة أو تجديفًا. كان من بين أقرب أصدقائه في كامبردج كاتب المقالات المستقبلي والروائي ليويلين بويز، الذي كان ويلكينسون يعرف شقيقه الأكبر، ثيودور، منذ أيام المدرسة في ألديبيرغ. وكان من بين معارفه البارزين الآخرين المحرر الأدبي المستقبلي جاي سي سكوير والحاكم الكولونيالي المستقبلي رونالد ستورز. وبين معاصريه حصل على لقب «رئيس الملائكة»، ربما بسبب صفاته الجسدية والذهنية، ولكن ربما أيضًا بسبب المكانة التي نالها كشيطان. وصف جون كوبر بويز، شقيق ليويلين الأكبر، ويلكينسون في تلك الفترة بأنه «شخصية متألقة» طويل وقوي البنية ووسيم، و«مليء بحماسة وثنية وطائشة للمغامرة». وشبهه ليويلين من ناحية المظهر لأوبري بيردسلي.
في عام 1904 التقى ويلكينسون سومرست ماوغام خلال أداء مسرحية الأخير، رجل بشرف، في كامبردج. لم يكن ماوغام معروفًا بعد، ووجده ويلكينسون شخصًا «متواضعًا، وحذرًا وحسن المظهر أغلب الأحيان»، على الرغم من أن المسرحية نالت إعجابه. بعد بضعة سنوات سيجدد ماوغام وويلكينسون تعارفهما، وستتطور صداقة قوية بينهما، وكتب ويلكينسون في حينها أنه: «بالمقارنة مع ماوغام، بدا [بيرنارد] شو ... كاتب شبه المسرحيات شخصًا غريبًا، و[جون] غلاسوورثي شخصًا متوسط الجودة و«جاي إم» باري شخصًا فوضويًا». خلال سنواته الأخيرة في كامبردج، في عام 1905، كتب ويلكينسون روايته الأولى، الدمية تتباطأ، مستخدمًا الاسم المستعار «لويس مارلو»، وهو اسم سيحييه ككاتب ناضج في العشرينيات من القرن العشرين.